# 60 mm moździerz M2
Moździerz M2 – amerykański gładkolufowy moździerz, używany w czasie II wojny światowej, wojny koreańskiej i wojny wietnamskiej jako wsparcie piechoty.
Standardowy lekki moździerz systemu Stokesa-Brandta, produkowany na licencji firmy Edgar Brandt. Miał typową budowę dla moździerzy kal. 81 mm i większych, składającą się z trzech części (lufy, dwójnogu, płyty oporowej); konstrukcja taka, choć ciężka, była solidna i pozwalała na użycie mocniejszych pocisków, co za tym idzie, na osiągnięcie większego zasięgu niż moździerze przeciwnika. Także podobnie do cięższych moździerzy, miał stałą iglicę, co pozwalało na osiągnięcie wysokiej szybkostrzelności.
Lżejsza wersja, T18E6 (po II w. św. przemianowana na M19), pozbawiona dwójnogu i z uproszczoną płytą, była produkowana dla oddziałów spadochronowych. Ważyła jedynie 9 kg, ale miała zasięg zmniejszony do ok. 750 m, ponieważ nie można było do niej używać bomb z dodatkowymi ładunkami miotającymi. Posiadała za to alternatywny spustowy mechanizm iglicy, pozwalający na strzelanie przy niskich kątach podniesienia lufy.

## Amunicja[1]
| Nazwa pocisku | typ                                | kolor                        | waga    |
| ------------- | ---------------------------------- | ---------------------------- | ------- |
| HE M49 A2     | Burzący                            | ciemnooliwkowy, żółte napisy | 1,33 kg |
| WP M302       | Dymny, z białym fosforem           | szary, żółty pas i napisy    | 1,82 kg |
| M83           | Oświetlający                       | szary, czarne napisy         | 1,68 kg |
| M50 A2        | treningowy                         | błękitny, białe napisy       | 1,33 kg |
| M69           | ćwiczebny, bez ładunku wybuchowego | czarny, białe napisy         | 1,33 kg |